# لياندرو لينو
لياندرو لينو (بالبرتغالية: Leandro Lino‏) هو لاعب كرة قدم برازيلي، ولد في 25 يوليو 1995 في فرانكو دا روشا في البرازيل. لعب مع Magnus Futsal ‏.